# Ave Satani
Ave Satani es el tema principal de la música para la película La profecía (1976), compuesto por Jerry Goldsmith.Con La profecía Goldsmith ganó un Óscar por Mejor banda sonora, con Ave Satani nominado a Mejor Canción, siendo una de las pocas canciones en latín en ser nominada. 
El título Ave Satani "Salve Satán", es una contraposición del término "Ave Christi" (Ave Cristo o Ave Jesucristo). En una entrevista, Goldsmith dijo que su idea era crear una especie de versión satánica de un canto gregoriano. Decidió crear algo así como una Misa Negra, invirtiendo frases en latín de la misa latina o católica, el coro de Londres le ayudó con las frases: en lugar de decir "Ave María", se decidió poner "Ave Satani", y así sucesivamente, de modo que la canción contiene varias frases en latín invertidas como "Ave Versus Christi", que significa "Ave, Anti-Cristo", y "Corpus Satani", una inversión de "Corpus Christi", el cuerpo de Cristo.

## En latín
Sanguis bibimus
Corpus edimus
Sanguis bibimus
Corpus edimus
Sanguis bibimus
Corpus edimus
Tolle corpus Satani, ave
Sanguis bibimus
Corpus edimus
Tolle corpus Satani, ave
Ave, ave, versus Christus
Ave, ave, versus Christus
Ave, ave, versus Christus
Ave Satani
Sanguis bibimus
Corpus edimus
Tolle corpus Satani, 
Satani, Satani
Ave, ave, Satani.

## Traducción al castellano
Sangre que bebemos
Carne que comemos
Sangre que bebemos
Carne que comemos
Sangre que bebemos
Carne que comemos
Levante el cuerpo de Satanás, salve
Sangre que bebemos
Carne que comemos
Levante el cuerpo de Satanás, salve
Salve, salve el Anticristo
Salve, salve el Anticristo
Salve, salve el Anticristo 
Salve Satanás
Sangre que bebemos
Carne que comemos
Levante el cuerpo de Satanás
Satanás, Satanás
Salve, salve, Satanás